# Matěj Rampula
Matěj Rampula (Rýmařov, 3 de abril de 2000) es un deportista checo que compite en tiro, en la modalidad de pistola.
En los Juegos Europeos de Cracovia 2023 consiguió una medalla de plata en la prueba de pistola rápida de fuego 25 m mixto. Ganó tres medallas en el Campeonato Europeo de Tiro, en los años 2021 y 2022.

## Palmarés internacional
| Juegos Europeos    | Juegos Europeos     | Juegos Europeos   | Juegos Europeos                    |
| Año                | Lugar               | Medalla           | Prueba                             |
| ------------------ | ------------------- | ----------------- | ---------------------------------- |
| 2023               | Breslavia (Polonia) | Medalla de plata  | Pistola rápida de fuego 25 m mixto |
| Campeonato Europeo |                     |                   |                                    |
| Año                | Lugar               | Medalla           | Prueba                             |
| 2021               | Osijek (Croacia)    | Medalla de oro    | Pistola estándar 25 m              |
| 2022               | Breslavia (Polonia) | Medalla de plata  | Pistola rápida de fuego 25 m mixto |
| 2022               | Breslavia (Polonia) | Medalla de bronce | Pistola estándar 25 m              |